# Eric Fawcett (Chemiker)
Eric William Fawcett (* 1908; † 1987) war ein britischer Chemiker und mit Reginald Oswald Gibson der Erfinder von Polyethylen bei Imperial Chemical Industries 1933.
Fawcett kam als junger organischer Chemiker 1929 zu ICI und war zunächst in einer Gruppe, die Benzin aus Kohle gewinnen sollte. Dazu reiste er 1931 in die USA um am National Bureau of Standards die Zusammensetzung von Erdöl zu untersuchen. Nach der Rückkehr zu ICI 1932 war das nicht mehr von Interesse und er wurde der Gruppe von Gibson in Winnington (Northwich) zugewiesen, die Untersuchungen unter hohen Drucken unternahm, die für die Farbstoffabteilung von Interesse sein konnten.
Polyethylen wurde durch Zufall im Rahmen eines Programms von ICI zur Synthese von Kunststoffen unter hohem Druck und hoher Temperatur gefunden. Fawcett und Gibson ließen Ethylen mit Benzaldehyd bei einem Druck von 2000 Atmosphären und 175 Grad Celsius reagieren, worauf sich eine kleine Menge einer weißen wachsartigen Masse bildete (Polyethylen). Es war schmelzbar und es konnten Fäden gezogen werden. In anderen Fällen war das Ergebnis aber nicht reproduzierbar und man erhielt nur einen schwarzen Rückstand. Die Experimente waren sehr gefährlich und die weitere Entwicklung erforderte sicherere Apparaturen, weswegen die Experimente gestoppt wurden – zudem fand gerade die Fusion mit Akzo Nobel statt. Fawcett war darüber unzufrieden und ließ die Entdeckung auf einer wissenschaftlichen Konferenz in Cambridge zum Ärger der Firma im September 1935 durchsickern. Man schenkte ihm aber keinen Glauben, da nach damaliger Meinung der Aufbruch der Doppelbindungen bei der Polymerisation von Ethylen sehr hohe Temperaturen erforderte. Bei ICI erfolgten im selben Jahr technische Verbesserungen, was 1935 zu reproduzierbaren Produktionsbedingungen für Polyethylen durch Michael Willcox Perrin bei ICI führte – unter anderem entdeckte Perrin durch Zufall, dass kleine Mengen Sauerstoff für die Produktion nötig waren. Fawcett und Gibson waren inzwischen bei ICI mit anderen Projekten betraut worden.